# Längaualm
Die Längaualm (auch: Längau Niederleger) ist eine Alm in der Gemeinde Oberaudorf.
Drei Almhütten der Längaualm stehen unter Denkmalschutz und sind unter der Nummer D-1-87-157-91 in die Bayerische Denkmalliste eingetragen.

## Baubeschreibung
Bei den denkmalgeschützten Gebäuden auf der Längaualm handelt es sich um:
- einen erdgeschossigen Blockbau mit Satteldach und einer Massivwand von 1766
- einen erdgeschossigen Blockbau mit Flachsatteldach von 1760
- einen erdgeschossigen Blockbau mit Flachsatteldach und Kruzifix im Giebelfeld aus der zweiten Hälfte des 18. Jahrhunderts.

Insgesamt befinden sich dreizehn Gebäude auf der Längaualm. Vier davon in einer südöstlichen und neun in einer nordwestlichen Gruppe.

## Heutige Nutzung
Die Längaualm wird landwirtschaftlich genutzt, ist jedoch nicht bewirtet.

## Lage
Die Längaualm befindet sich im Mangfallgebirge nordöstlich des Brünnsteins am Fuchsstein auf einer Höhe von 900 m ü. NN.